# Elizabeth Willing Powel
Vous lisez un « article de qualité » labellisé en 2025.
Elizabeth Willing Powel, née le 21 février 1743 à Philadelphie et morte le 17 janvier 1830 dans la même ville, est une figure influente de la haute société américaine à la fin du XVIIIe siècle et au début du XIXe siècle.
Elizabeth Willing Powel, fille, sœur et épouse de maires, se distingue comme salonnière en organisant des réunions devenues essentielles dans la vie politique locale. Après la guerre d'indépendance américaine, elle crée à Philadelphie un salon qui attire intellectuels et figures politiques, influençant le paysage social et politique de son époque. Elle entretient des correspondances avec des personnalités influentes, dont George Washington, qu'elle encourage à poursuivre son mandat présidentiel. Son échange avec Benjamin Franklin, souvent cité par les historiens, est lié à la rédaction de la Constitution des États-Unis et consigné par James McHenry dans son journal le 18 septembre 1787. 
Son mari, Samuel Powel, un des hommes les plus riches de Philadelphie, est élu maire de la ville à deux reprises. À sa mort en 1793, il laisse presque l'intégralité de sa fortune à Elizabeth Willing Powel, qui poursuit la gestion des affaires familiales avec détermination. Elle fait construire une maison pour son neveu et héritier désigné, John Hare Powel, dans le domaine rural qu'elle a hérité de son époux. Après avoir vendu Powel House, la demeure familiale, elle s'installe dans Chestnut Street, près de l'Independence Hall, où elle réside jusqu'à sa mort le 17 janvier 1830. Elle est inhumée aux côtés de son mari à Christ Church. Plus d'un siècle plus tard, la Powel House est acquise par la Philadelphia Society for the Preservation of Landmarks. Après des travaux de rénovation, elle ouvre ses portes au public en tant que musée en 1938.

## Biographie

### Jeunesse et famille

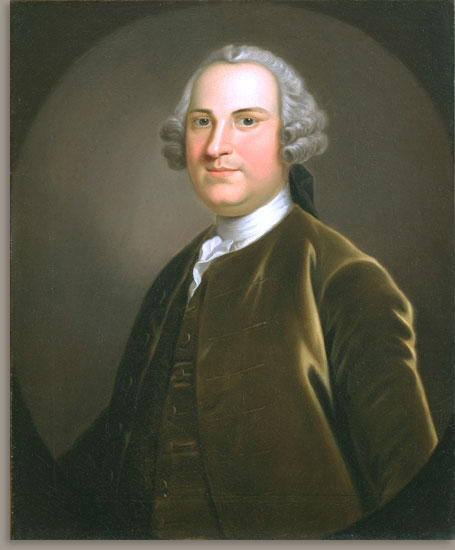
Charles Willing, le père d'Elizabeth Willing Powel.

Elizabeth Willing naît à Philadelphie le 21 février 1743,, au sein d'une famille influente, de Charles et Ann (née Shippen) Willing,. La famille réside dans une maison située à l'angle de Third Street et Willings Alley,. Charles, qui émigre de Grande-Bretagne à l'âge de 18 ans pour devenir commerçant, est élu maire de Philadelphie à deux reprises, en 1748 et 1754. Ann, quant à elle, est issue d'une lignée de marchands quakers prospères, ayant immigré dans les colonies britanniques trois générations plus tôt. Bien que les détails de l'éducation d'Elizabeth soient en grande partie méconnus, l'historien David W. Maxey souligne que sa famille jouissait d'une situation financière suffisamment confortable pour lui permettre d'accéder à des cours particuliers. De plus, la richesse et la profondeur de ses lettres témoignent d'une éducation soignée, qui révèle une intellectuelle cultivée et engagée,.
Elizabeth Willing Powel a cinq frères et sœurs aînés : Thomas, Ann, Dorothy, Charles et Mary, ainsi que cinq cadets : Richard, Abigail, Joseph, James et Margaret,. Dorothy épouse Walter Stirling en 1753, Mary se marie avec William Byrd III en 1761, et Ann s'unit avec Tench Francis Jr. en 1762,. À la mort de leur père en 1754, un an après la naissance de Margaret, Thomas hérite de la maison familiale et devient maire de Philadelphie. Il épouse Ann McCall en 1763. Avec l'agrandissement de la famille et l'encombrement croissant de la maison, la pression sur Elizabeth s'intensifie pour qu'elle trouve un prétendant et fonde son propre foyer. En 1768, des rumeurs circulent au sujet de fiançailles supposées entre Elizabeth et John Dickinson, un homme de dix ans son aîné, célèbre pour ses Letters from a Farmer in Pennsylvania. Elizabeth Willing Powel dément ces allégations dans une de ses lettres adressées à sa sœur Mary, où elle affirme que si un tel lien avait réellement existé, Mary aurait été parmi les premières à en être informées.

### Mariage avec Samuel Powel
Elizabeth épouse Samuel Powel, né en 1738, qui partage ses origines quakers. Samuel est l’un des hommes les plus riches de Philadelphie ; à seulement 18 ans, il hérite de la fortune de son grand-père, Samuel Powell, un des premiers colons de la province de Pennsylvanie. Son père, également prénommé Samuel, connaît le succès en tant que commerçant. Il simplifie son nom de famille en Powel et, à l'apogée de sa réussite, il meurt en 1747. Après avoir obtenu son diplôme du College of Philadelphia en 1759, Samuel entreprend un voyage de sept ans à travers l'Europe pour approfondir ses connaissances artistiques. À Rome, il pose pour un portrait de la peintre Angelica Kauffmann et est reçu par le pape Clément XIII. En Angleterre, il se fait baptiser dans l'Église anglicane, suivant ainsi l'exemple de son compagnon de voyage, John Morgan.
L'union de Samuel et Elizabeth symbolise la fusion de deux des familles commerçantes les plus influentes de Philadelphie. Leur mariage, célébré le 7 août 1769 à Christ Church par Jacob Duché, est un événement marquant dans l'histoire de la ville.
Les quatre enfants d'Elizabeth et Samuel Powel meurent prématurément. Leur premier fils, né le 29 juin 1770, reçoit le nom de Samuel Jr. et succombe à la variole le 14 juillet 1771,. Leur deuxième enfant, une fille, meurt à sa naissance le 6 août 1771 ; Elizabeth note que sa fille a « tout au plus, à peine respiré ». Un autre garçon est mort-né le 2 avril 1772. Leur quatrième enfant, baptisé Samuel C., ne survit que deux semaines et meurt le 11 juillet 1775. La perte de ses enfants et la dépression qui en découle marquent profondément la vie d'Elizabeth, comme en témoignent ses lettres. Elle a conservé quelques mèches de cheveux de ses deux fils prénommés Samuel et évoque souvent sa douleur, en déplorant l'échec de ses aspirations à la maternité,.

### Salonnière
Lors de la réunion du Premier Congrès continental à Philadelphie en 1774, Elizabeth Willing Powel accueille chez elle les délégués et leurs familles et organise des dîners ainsi que d'autres événements avec soin. Dans un contexte où les femmes sont souvent exclues des rôles officiels au sein des institutions politiques, cette initiative lui offre l'opportunité de jouer un rôle central dans le discours politique. Les rassemblements qu'elle anime à Powel House s'inspirent des salons littéraires et deviennent rapidement des rendez-vous majeurs de la vie politique de la ville,. Elizabeth encourage les échanges sur des questions politiques et philosophiques et n'hésite pas à partager ses réflexions sur les affaires de l'État. Sa sœur, Ann Francis, évoque dans une lettre à leur sœur Mary Byrd la « maîtrise peu commune d'Elizabeth du langage politique et la rapidité avec laquelle ses idées circulent ». L'officier français François Jean de Chastellux souligne que, « contrairement à la coutume américaine, c'est Elizabeth, et non son mari, qui tient le rôle principal en tant que penseuse politique de la maison »,. Chastellux remarque également qu'Elizabeth est « cultivée et intelligente, mais [que] ce qui la distingue le plus, c'est son goût pour la conversation et l'usage véritablement européen qu'elle fait de son entendement et de ses connaissances ».
Aux côtés de son mari, Elizabeth Willing Powel orchestre des événements et des rassemblements dans leur maison de Society Hill, où se déroulent des discussions sur des questions essentielles à la fondation du gouvernement des États-Unis. Elle reçoit des personnalités éminentes de son temps, telles que Benjamin Rush, Gilbert du Motier de La Fayette et John Adams. Ce dernier se remémore un repas qu'il qualifie, de son point de vue puritain, de « festin de pécheurs ». Dans son journal, il décrit avec enthousiasme les délices offerts aux convives : « lait caillé et crèmes, gelées, friandises de toutes sortes, vingt variétés de tartes, truffes, îles flottantes, syllabubs… ; en somme, tout ce qui peut ravir les yeux et séduire le palais ». Après avoir savouré une sélection de « punch, vin, porter, bière », lui-même ainsi que d'autres invités ont l’idée d’admirer la vue sur la ville en grimpant au clocher d'une église voisine. Son épouse, Abigail Adams, brosse le portrait d'Elizabeth Willing Powel en ces termes : « la personne la mieux informée, la plus affable, la plus amicale et la plus bavarde, une femme aux nombreux charmes »,.

### Guerre d'indépendance américaine

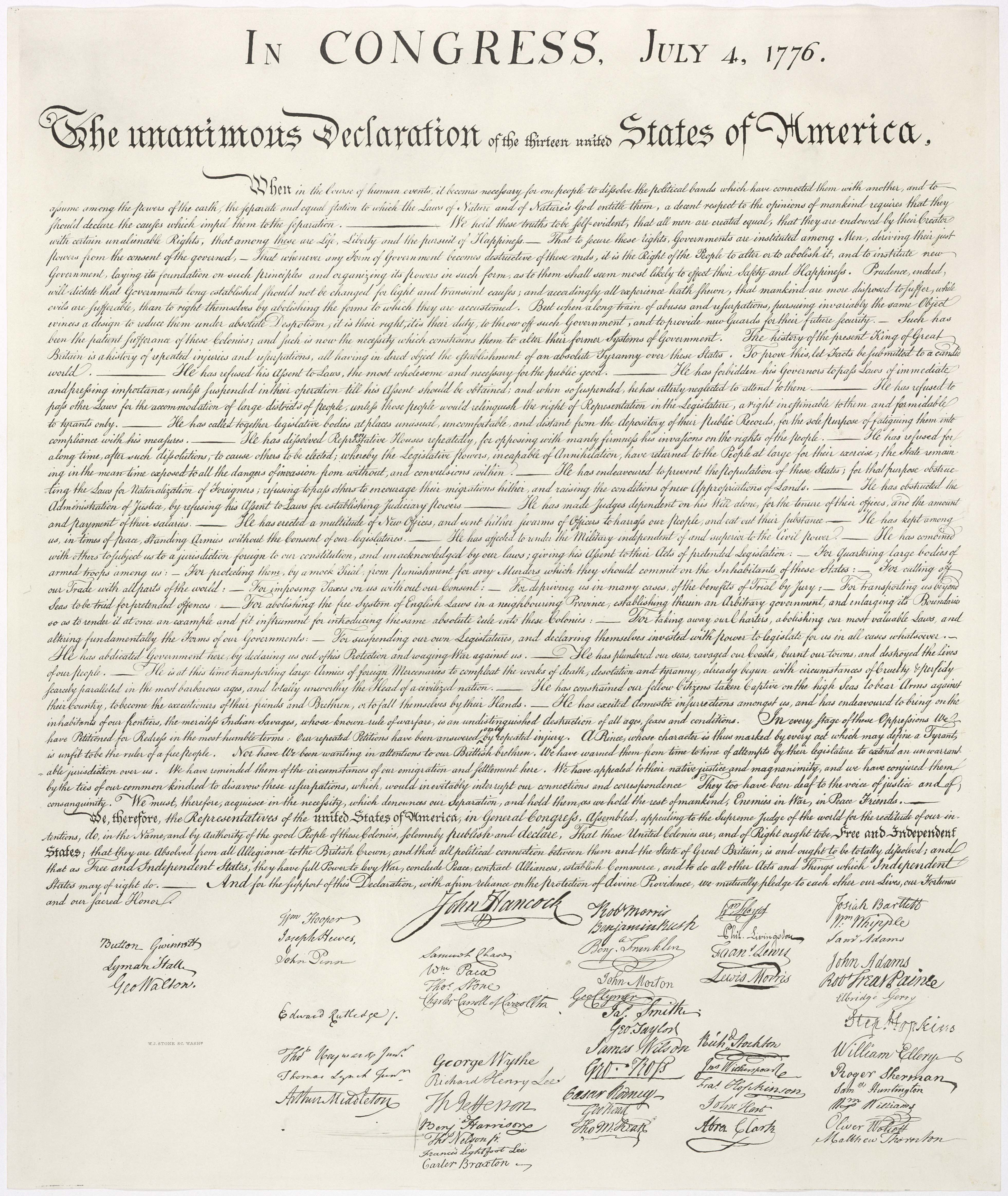
La Déclaration d'indépendance des États-Unis, copie de 1823.

Lorsque la guerre d'indépendance éclate en 1775, Elizabeth Willing Powel et son mari choisissent de demeurer à Philadelphie. Ce dernier est élu maire de la ville et commence son premier mandat le 3 octobre 1775,. La déclaration d'indépendance, signée en juillet 1776, entraîne la dissolution du gouvernement municipal, ce qui fait de lui le dernier maire colonial de Philadelphie,. Sa loyauté demeure ambiguë, et il semble qu'il n'ait guère manifesté d'intérêt pour l'issue du conflit. Quant à l'allégeance d'Elizabeth durant cette période troublée, elle reste incertaine, d'autant plus qu'elle est profondément préoccupée par les ravages qui menacent sa ville. Alors que de vastes incendies dévorent Philadelphie, elle s'efforce, en vain, de sauver les meubles de la maison de sa sœur Ann.
Au cours de la campagne de Philadelphie, la Powel House est occupée par les Britanniques, qui en font leur quartier général. Frederick Howard, 5e comte de Carlisle, y dirige la Commission de paix et cherche en vain à mettre un terme au conflit. Pendant environ dix jours, en juin 1778, Howard et son personnel s'installent dans la maison et obligent le couple Powel à se reloger dans une aile habituellement réservée aux domestiques,,,. Durant cette période, Howard et les Powel partagent fréquemment des dîners et engagent des discussions politiques ; le comte les décrit comme « des gens très agréables et sensés »,. À la suite du retrait des troupes britanniques, Elizabeth Willing Powel se distingue comme l'une des figures les plus influentes de la haute société de Philadelphie de l'après-révolution. Elle fonde le salon de Philadelphie de la Republican Court, qui rassemble les personnalités intellectuelles et politiques les plus en vue de l'Amérique coloniale,. Alors que les bases de la nouvelle nation se posent, la Republican Court joue un rôle crucial en facilitant les affiliations et les échanges politiques, tout en consolidant le statut social et la réputation de l'élite aristocratique, qui s'adapte à l'émergence d'une société démocratique.

### Amitié avec George Washington
Elizabeth Willing Powel entretient une amitié profonde et une relation de confiance avec George Washington, commandant en chef de  l'armée continentale et futur premier président des États-Unis. Elle est également proche de son épouse, Martha,. Les Washington font la connaissance des Powel en 1774, lors de dîners organisés dans des maisons prestigieuses de Philadelphie, alors que George Washington est délégué au Premier Congrès continental. Leur première rencontre officielle a lieu en 1779, lors d'un bal de la douzième nuit organisé par les Powel, à l'occasion du 20e anniversaire de mariage de George et Martha Washington. George Washington renoue ses liens d'amitié avec le couple lors de son retour à Philadelphie pour la Convention constitutionnelle en mai 1787,. Son journal et plusieurs lettres révèlent des visites régulières à leur domicile, où il passe ses matinées à déguster du thé et ses soirées à partager des dîners,. George Washington visite la Powel House au moins treize fois durant la Convention et consacre plus de temps aux Powel qu'à toute autre personnalité de la ville,. En retour, Elizabeth et son époux se rendent également à Mount Vernon en octobre de la même année,.
La relation entre George Washington et Elizabeth Willing Powel s'avère être l'une des plus profondes amitiés féminines du président. Ils entretiennent un respect mutuel et se perçoivent comme des égaux sur le plan intellectuel. En novembre 1792, Washington confie à Powel son intention de se retirer à la fin de son premier mandat présidentiel. Il exprime alors que « son esprit est plongé dans une série de réflexions » et qu'il trouve « incompatible avec leur amitié » de ne pas partager ses pensées avec elle. Pour convaincre George Washington de reconsidérer sa décision, elle compose avec soin une lettre dans laquelle elle expose tant ses propres idées que des extraits de The Secret History of the Court of Berlin, un traité politique rédigé par Honoré-Gabriel Riqueti de Mirabeau, comte de Mirabeau,.
Après quelques ajustements grammaticaux mineurs effectués par son mari, Elizabeth Powel envoie sa lettre le 17 novembre 1792, et George Washington est réélu un mois plus tard. Bien qu'il ne lui donne pas de réponse, il semble qu'il n'a pas été offensé par le ton franc de la missive, qu'il conserve précieusement dans ses archives personnelles. Selon le biographe Ron Chernow, cette lettre pourrait être le « coup décisif » qui pousse Washington à envisager un second mandat. Leur amitié reste intacte et quelques mois plus tard, il commande à Elizabeth Graeme Fergusson un poème 
pour l'offrir à Elizabeth Powel pour son cinquantième anniversaire,.
Au cours des années 1780 et 1790, leur correspondance est régulière et riche. George Washington termine ses lettres avec des expressions telles que « avec mes plus grands respects et affections », tandis qu'Elizabeth Willing Powel, en retour, l'appelle « mon cher monsieur » et conclut par « votre sincère et affectueuse amie ». Seule la mort de George Washington en 1799 met fin à leur relation. À cette époque, il est courant pour les hommes influents de nouer des amitiés avec des femmes, et leur cercle comprend également Samuel Powel et Martha Washington, ce qui renforce ainsi les liens sociaux et personnels qui unissent ces personnalités éminentes,,.

### Les dernières années

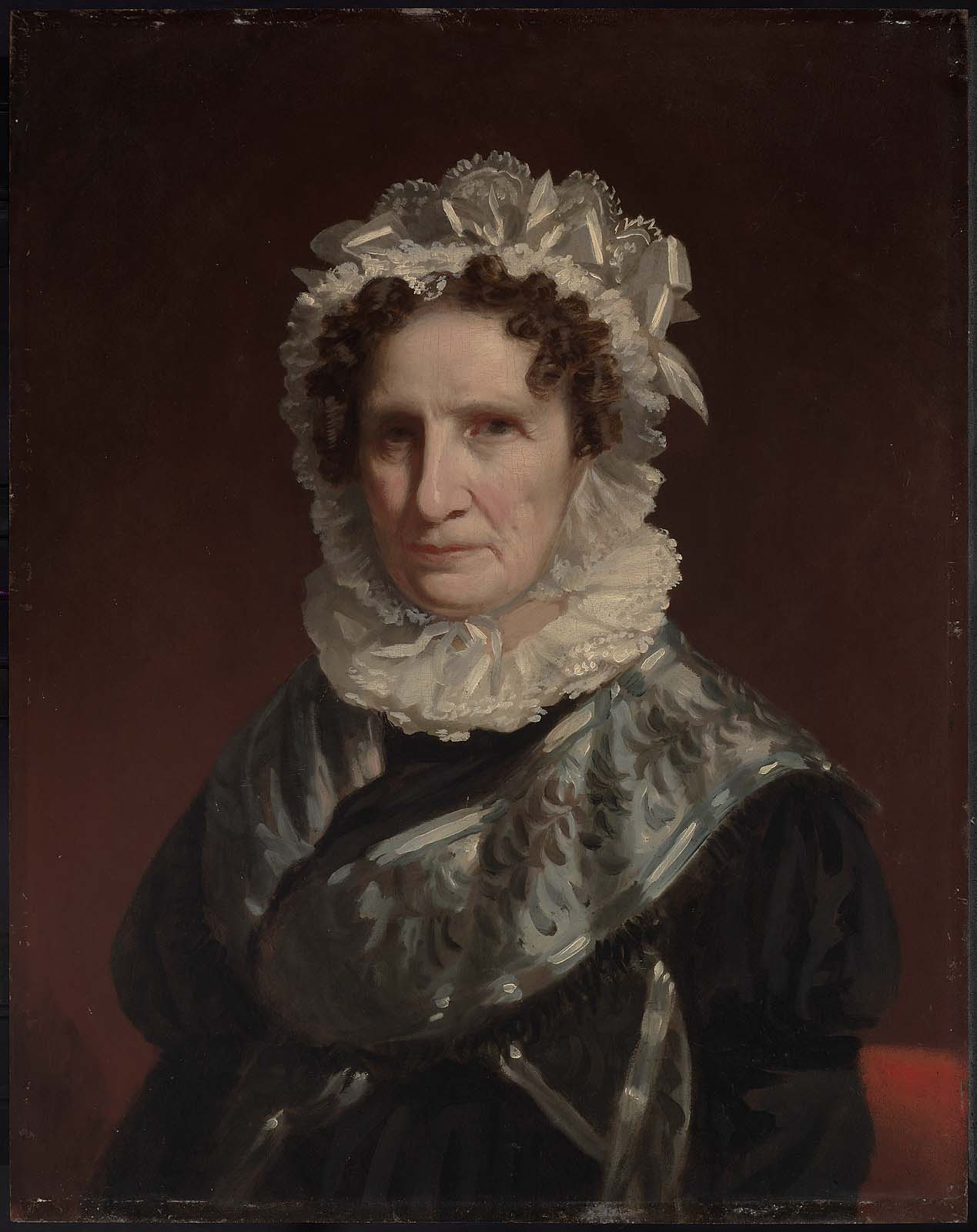
Madam Powel, par Francis Alexander (c. 1825).

Réélu pour un second mandat en 1789, Samuel Powel devient le premier maire de Philadelphie à l'issue de la Révolution. L'année suivante, il est élu au Sénat de Pennsylvanie. En 1793, la ville est durement touchée par une épidémie de fièvre jaune et George Washington invite les Powel à se réfugier à Mount Vernon. Cependant, ils choisissent de rester à Philadelphie, où un dixième des 50 000 habitants contractent la maladie qui provoque de nombreux décès, dont celui de Samuel Powel en septembre,,. Elizabeth Willing Powel ne se remariera jamais. Après la mort de George Washington en décembre 1799, elle est parmi les premières à adresser ses condoléances à sa veuve,,. Elizabeth Willing Powel poursuit sa correspondance avec la famille Washington, notamment avec le neveu de George, Bushrod Washington, à qui elle offre une élégante robe de magistrat de satin noir à l'occasion de son accession à la Cour suprême des États-Unis en avril 1799.
En plus de faire des dons symboliques à certains membres de sa famille et à d'autres proches, Samuel Powel a légué l'intégralité de sa fortune à Elizabeth, qu'il désigne comme son exécutrice testamentaire. Elle assume alors la responsabilité de la gestion de la succession, un sujet qu'elle aborde fréquemment dans sa correspondance. Avec le soutien de ses parents masculins, elle négocie des obligations, des actions et des biens immobiliers. En 1798, elle vend la Powel House à William Bingham, le mari de sa nièce Anne Willing Bingham. Elizabeth Willing Powel passe ses dernières années dans un élégant manoir dans Chestnut Street, à quelques pas de l'Independence Hall. En 1800, elle entreprend la construction d'une nouvelle demeure à Powelton, le domaine que son défunt mari avait acquis en 1775.

### Décès
Un mois avant son décès, des convives d'un dîner notent qu'elle traverse une période d'« irritabilité nerveuse et de détresse mentale ». Elle s'interroge alors sur des questions existentielles, telles que : « Ai-je réellement accompli le bien dans ma vie ? Est-il possible d'accéder au paradis sans avoir fait le bien ? ». Elle meurt le 17 janvier 1830,. Ses funérailles, le 22 janvier, présidées par l’évêque de Pennsylvanie William White devant une nombreuses assistance, sont selon David Maxey un « événement social et une expérience religieuse ». Sa nécrologie la décrit comme « une femme d'esprit façonnée dans un moule inhabituel de force et de proportions ». Elle est inhumée aux côtés de son mari dans le cimetière de Christ Church à Philadelphie, et l'on peut lire sur sa tombe : « Distinguée par son bon sens et ses bonnes œuvres »,.

### Succession
À la demande de sa sœur Margaret et de son époux Robert Hare, Elizabeth a accepté d'adopter leur plus jeune fils, John Powel Hare, qui choisit par la suite de se faire appeler John Hare Powel,,. Celui-ci a attiré l'attention d'Elizabeth alors qu'il n'était encore qu'un bébé, lors d'un séjour à Powel House, dans l'espoir qu'il puisse y échapper à une épidémie de scarlatine. Il finit par contracter la maladie, et c'est Elizabeth Willing Powel qui s'occupe de lui jusqu'à sa guérison, avec un dévouement sans faille. À la majorité de John, Elizabeth finance son voyage à travers l'Europe et continue à veiller sur son éducation. À la suite du décès d'Elizabeth, John hérite de la majeure partie de sa succession, y compris la propriété de Powelton. Ce domaine, situé à Blockley Township, comprend une maison de campagne, construite par Elizabeth au début des années 1800. Entre 1824 et 1825, John entreprend de l'agrandir selon les plans de l'architecte William Strickland. Il hérite également d'un manoir dans Chestnut Street, qu'il transforme en un hôtel qu'il nomme Marshall House. Il le loue au politicien Samuel Badger, qui en assure l'exploitation de 1837 à 1841.

## Opinions
Elizabeth Willing Powel maintient une correspondance active avec des personnalités influentes et aborde des thèmes variés tels que la politique, l'éducation et le statut des femmes dans la société. Elle partage des poèmes, recommande des ouvrages et commente les avancées scientifiques en médecine. Sa passion pour le bien-être et la santé la pousse à étudier et à écrire fréquemment sur ce sujet, ce qui incite Elizabeth Schuyler Hamilton à se remémorer plus tard : « Souviens-toi de Mme Powel et de ses réflexions sur les bienfaits d'une bonne santé ainsi que sur les répercussions de la maladie. » Lorsque Rush publie Thoughts upon Female Education en 1787, il choisit de dédier son ouvrage à Elizabeth Willing Powel, soulignant ainsi l'influence significative qu'elle exerce sur son époque,.

### Guerre et politique
Bien que Samuel Powel soit désigné comme le « maire patriote » dans le cadre du renouveau colonial, son attitude politique dans le contexte de la guerre d'indépendance demeure mesurée. Pendant que ses sœurs s'engagent activement dans le mouvement des Patriots et dans le boycott des produits britanniques, Elizabeth ne semble pas les suivre dans cette démarche. Elle exprime ses inquiétudes quant aux répercussions de la guerre sur l'éducation et déplore « l'absence d'écoles adéquates pour instruire la jeunesse… surtout à une époque où les atrocités de la guerre rendent l'humanité presque sauvage ». Selon Maxey, ses derniers écrits laissent entrevoir qu'elle pourrait finalement prendre le parti des Patriots. Lorsque la guerre anglo-américaine de 1812 éclate, son patriotisme ardent et son aversion profonde pour les Britanniques se manifestent clairement dans ses écrits :

« Les Anglais se présentent sans conteste comme une nation à la fois fière et cruelle, empreinte de sordidité, de tyrannie et d'égoïsme, comme en témoigne leur conduite brutale à travers le monde, que ce soit en Asie, en Afrique, en Amérique, en Irlande, au Danemark ou en Écosse. Je ne peux m'empêcher de penser qu'ils semblent régresser vers un état primitif de barbarie, à la lumière de leurs agissements récents. Leurs pratiques abominables de pillage et d'incendie ne peuvent être attribuées qu'à une nation d'incendiaires et de voleurs de la plus basse espèce. À l'opposé, il est essentiel de considérer la véritable nature de l'armée américaine, qui se compose principalement de miliciens issus de notre propre pays, de citoyens respectables, de commerçants industrieux et éclairés, tous soucieux de protéger leurs familles et leurs biens. On y trouve également des hommes de diverses professions, ainsi que quelques gentilshommes généreux et éminents, dotés d'une fortune indépendante. Bien qu'ils ne portent pas de titres honorifiques, leur caractère et leurs actions leur confèrent une noblesse personnelle indéniable. »

### Rôle des femmes

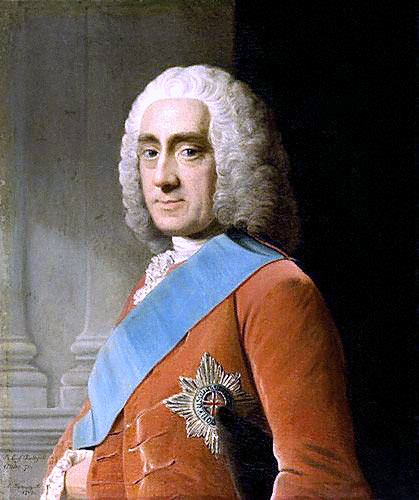
Portrait de Lord Chesterfield (huile sur toile, 1765).

Dans une de ses lettres, Elizabeth Willing Powel exprime sans réserve son mépris pour les Letters to His Son de Lord Chesterfield et pour son attitude envers les femmes, qu'elle estime inappropriée. À sa sœur Mary, elle écrit en décembre 1783 que Lord Chesterfield « confond l'appétit avec l'amour et ne perçoit dans l'objet de ses désirs qu'un simple instrument de satisfaction pour ses inclinations vicieuses ». Elle met en garde contre les périls de la pitié envers un homme séduisant, qui, toujours selon son opinion, pourrait précipiter une femme mariée vers un « désavantage total et inévitable ». Dans une lettre rédigée vers 1784 à l'intention de Maria Page, la fille récemment mariée de Mary, Elizabeth Willing Powel souligne les dangers que représentent les hommes qui, par conviction personnelle et soumission aveugle aux conventions sociales, « n'apprécient guère de trouver un concurrent » en la personne de leur épouse. Elle considère qu'un tel mariage exige une délicatesse extrême et un sacrifice considérable de la part des femmes instruites, tant dans la sphère privée que dans l'espace public. Selon l'opinion personnelle d'Elizabeth Willing Powel, les femmes sont les gardiennes de la vertu et du raffinement au sein de la société, mais elles ne peuvent véritablement jouer ce rôle que si les hommes les respectent en tant que telles. Lorsqu'un homme succombe à ses désirs en abusant de la fragilité innée des femmes, il met en péril cette cohésion sociale, qui est pourtant fondamentale pour le bonheur de celles-ci. À l'opposé des recommandations de Lord Chesterfield, Elizabeth Willing Powel estime qu'il est impératif que les hommes reconnaissent et respectent la valeur intellectuelle et la vertu des femmes. Ce respect est essentiel pour garantir un ordre moral raffiné dans la société, où le bonheur peut être atteint par chacun, quel que soit son sexe.
En dépit de ses relations étroites et de ses amitiés avec les figures éminentes de la sphère politique et philosophique de son époque, Elizabeth Willing Powel ne manque pas d'exprimer ses doutes quant à la capacité des femmes à occuper des fonctions publiques. Dans une lettre rédigée en novembre 1785, elle écrit :

« Une femme de valeur se révèle totalement inapte à gouverner et à gérer ce que nous désignons communément comme les grandes affaires de la vie publique. Les femmes, bien qu'elles soient promptes à l'action et prêtes à intervenir en cas d'urgence, excellent dans l'art de la suggestion. Cependant, leur imagination débordante nécessite la rigueur d'esprit que seuls les hommes semblent posséder pour élaborer et mettre en œuvre des projets d'envergure. Il existe dans notre sexe une précipitation naturelle qui compromet souvent la réalisation de nos propres ambitions,. »

Néanmoins, alors que les salonnières et les bas-bleus s'efforcent généralement d'écarter la politique de leurs discussions, Elizabeth Willing Powel ne craint pas de faire entendre ses réflexions sur l'aptitude des dirigeants de son pays et sur les orientations nécessaires à ses progrès.
En ce qui concerne sa correspondance avec les hommes, Elizabeth Willing Powel veille scrupuleusement à respecter les conventions de l'étiquette. Lorsque Bushrod Washington lui adresse sa première lettre, elle choisit de ne pas répondre, bien qu'ils soient déjà amis et qu'il lui rende régulièrement visite depuis deux ans. Ce n'est qu'après avoir reçu sa troisième missive qu'elle décide de lui répondre, lui rappelant qu'il est inapproprié pour elle d'échanger avec un homme qui n'a pas encore eu de correspondance avec son mari,,.

### Religion
Dans une de ses lettres, Elizabeth Willing Powel exprime allégoriquement ses réflexions sur la religion. Elle soutient que David Hume et les philosophes déistes, en général, agissent comme une personne qui détruit la maison d'une famille sans lui offrir de refuge, tout en prétendant que les fondations de cette maison étaient fragiles.
Elizabeth Willing Powel est déterminée à protéger la postérité du nom de la famille Powel et à s'assurer qu'il demeure protestant. Lorsque son héritier, John Hare Powel, lui demande une part substantielle de son héritage pour pouvoir se marier, Elizabeth refuse fermement. La fiancée qu'il envisage d'épouser est Elizabeth Caton, petite-fille de Charles Carroll de Carrollton et catholique romaine. En raison de cette situation, Elizabeth menace de le déshériter. Elle écrit plus tard à propos de cet incident : « Je lui ai très solennellement assuré que l'héritage du modeste et vertueux protestant Powel ne sera en aucun cas transmis à un descendant de Charles Carroll de Carrollton ».

### Esclavage et servitude
La famille Powel possédait à l'origine un nombre considérable d'esclaves et employait aussi des serviteurs libres et sous contrat. Les registres de Christ Church attestent du mariage d'un esclave de « monsieur Powel » moins d'un an après le mariage d'Élizabeth Willing Powel en 1769. De plus, un achat d'esclave en octobre 1773 pour la somme de 100 livres sterling est également consigné dans les registres fiscaux locaux. En 1790, la famille n'emploie plus d'esclaves, bien que leurs voisins et pairs continuent à le faire. D'après les documents disponibles, les membres de la famille Powel prennent réellement soin du bien-être de leurs serviteurs, notamment Elizabeth, qui leur lègue plusieurs biens dans son testament après son veuvage. Au cours d'un incident marquant, elle entre en conflit avec la famille d'Alexander Wilcocks en aidant leur cuisinière, Betty Smith, qui se plaint du traitement qu'elle a enduré. Elizabeth Willing Powel conclut que Betty Smith est une femme libre et qu'elle a le droit de prendre ses propres décisions.
Bien qu'elle soit née et mariée dans une famille de propriétaires d'esclaves, Elizabeth Willing Powel développe par la suite une opposition ferme à cette institution. À sa mort en 1830, elle lègue une rente de 100 dollars par an pendant vingt ans à la Pennsylvania Abolition Society, accompagnée d'un message à inclure dans les procès-verbaux octroyant la rente, dans lequel on peut notamment lire :

« Je condamne l'esclavage sous toutes ses formes et considère que soumettre nos semblables à cette pratique est en totale contradiction avec les principes de l'humanité et les valeurs d'une république libre. Je crois fermement qu'il est du devoir de chacun de s'engager, par tous les moyens honorables, à lutter pour l'abolition de l'esclavage et à restaurer la liberté de cette partie essentielle de la famille humaine qui a tant souffert sous le poids de l'oppression. »

Son opposition à l'esclavage remonte à 1814, lorsqu'elle commence à envisager de faire un don à la Pennsylvania Abolition Society. Elle confie à son avocat son espoir que l'éradication de cette pratique se réalise avant l'échéance de son don.

## Échange avec Benjamin Franklin

### Contexte
En septembre 1787, durant les derniers jours de la convention de Philadelphie, les délégués s'attaquent à la rédaction de la Constitution des États-Unis. C'est à cette occasion qu'Elizabeth Willing Powel a un échange marquant avec Benjamin Franklin. Selon James McHenry, un des signataires de la Constitution, elle a demandé à Benjamin Franklin : « Qu'avons-nous obtenu, une république ou une monarchie ? », en évoquant la nouvelle structure gouvernementale des États-Unis. Franklin lui aurait alors répondu : « Une république… si vous êtes capable de la conserver », .

### Compte rendu de James McHenry
Le premier compte-rendu de cette anecdote est consigné par McHenry sur la dernière page de son journal dédié à la convention de Philadelphie. L'entrée, datée du 18 septembre 1787, se lit ainsi : « Une dame demande au docteur Franklin : Docteur, que sommes-nous, une république ou une monarchie ? – Une république, répond le docteur, si vous êtes capable de la conserver ». Plus tard, sur la même page, il précise : « La dame en question est Mme Powel de Philadelphie »,. Le 15 juillet 1803, McHenry publie une version plus longue de cette conversation dans The Republican, or Anti-Democrat, un journal anti-Jeffersonien basé à Baltimore.
Le mois suivant, l'anecdote est relayée par plusieurs journaux fédéralistes, notamment le Middlebury Mercury dans le Vermont, le Spectator à New York, l'Alexandria Advertiser en Virginie et le Newburyport Herald dans le Massachusetts. Alors que la version originale pose la question de savoir si les États-Unis sont une monarchie ou une république, McHenry se souvient, dans ses versions ultérieures, d'une seconde question d'Elizabeth Willing Powel, qui implique une distinction entre république et démocratie. Il réintroduit cette anecdote dans son pamphlet politique de 1811, The Three Patriots, qui critique Thomas Jefferson, James Madison et James Monroe. Dans ce document, il précise que la conversation s'engageait alors que Benjamin Franklin venait d'entrer dans la pièce pour rencontrer Elizabeth, probablement chez elle.
Dans ses écrits de 1814, Elizabeth Willing Powel ne se souvient pas de cette conversation mais ne nie pas qu'elle ait eu lieu :

« Je n'ai aucun souvenir d'une telle conversation… Néanmoins, je ne peux pas me permettre de nier, après tant d'années, que de telles discussions aient eu lieu. Je me souviens souvent d'avoir côtoyé les membres les plus respectés et influents de la Convention qui ont élaboré la Constitution, et je sais que ce sujet essentiel a été fréquemment débattu entre nous. »

Elizabeth Willing Powel se souvient d'un compte-rendu de cette conversation publié dans le Daily Advertiser de Zachariah Poulson, mais elle ne parvient pas à se rappeler la date exacte. J. L. Bell note qu'il n'a pas trouvé cette histoire dans le Daily Advertiser car elle a sans doute été publiée ailleurs. Il est donc probable qu'Elizabeth se soit trompée sur la source ; elle a sans doute lu l'histoire dans un autre journal.

### Altération des faits
Le journal de McHenry sur la Convention constitutionnelle est publié pour la première fois dans son intégralité, avec la note de bas de page mentionnant Elizabeth Willing Powel, dans le numéro d'avril 1906 de The American Historical Review,. Cette publication est la référence à laquelle les sites Bartley et The Yale Book of Quotations se rapportent pour retracer l'histoire récente de l'anecdote. Celle-ci réapparaît également dans The Records of the Federal Convention of 1787 de Max Farrand, publié en 1911,. 

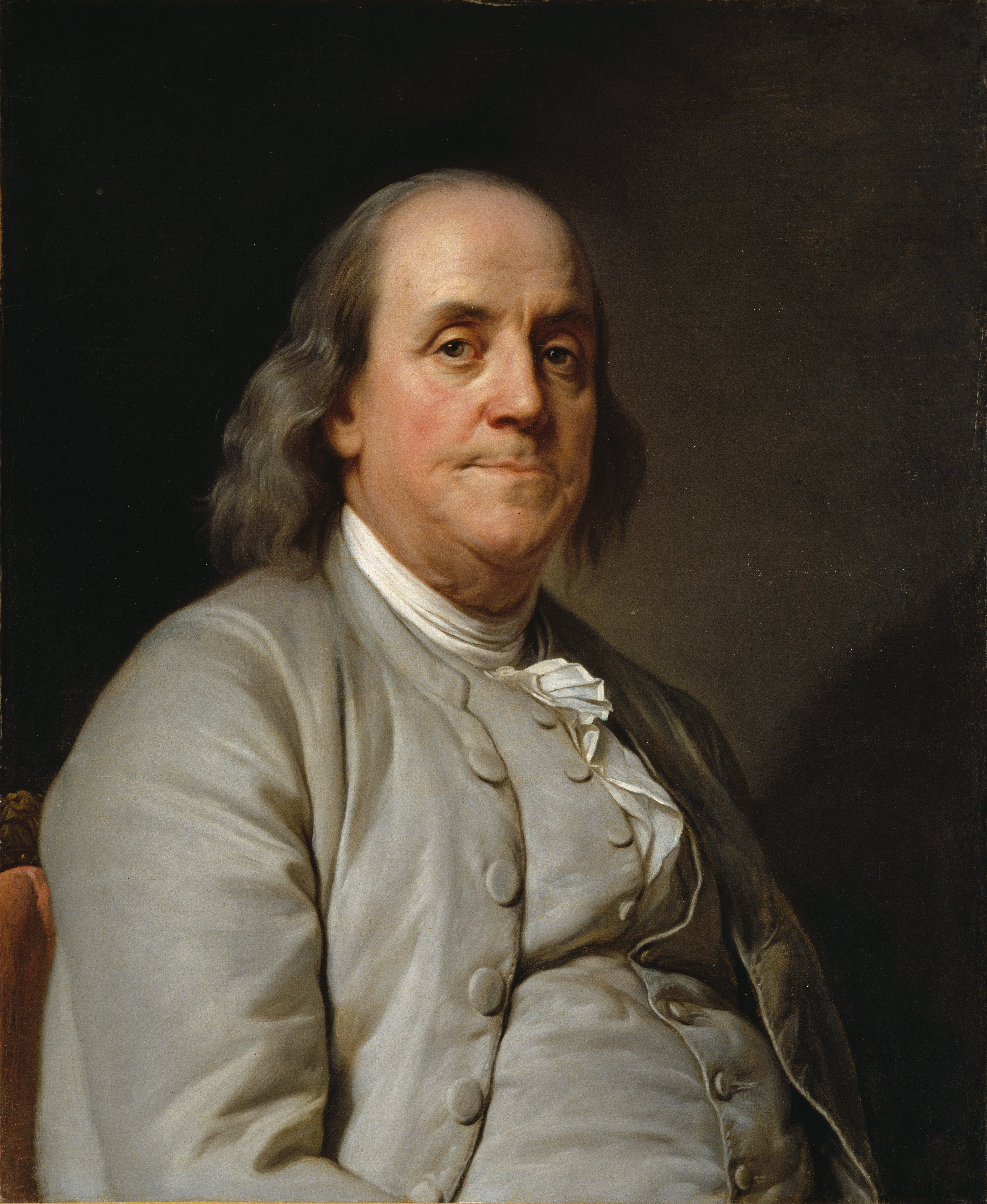
Portrait de Benjamin Franklin par Joseph-Siffred Duplessis, c. 1785.

La transmission historique de l'échange entre Elizabeth Willing Powel et Benjamin Franklin subit des altérations significatives au fil des décennies. Progressivement, la contribution originale d'Elizabeth Willing Powel est peu à peu estompée, tandis que la réponse lapidaire de Benjamin Franklin continue d'être scrupuleusement préservée. Les récits ultérieurs réinventent profondément le contexte initial : l'intimité du salon d'Elizabeth Willing Powel se mue en scènes plus dramatiques et l'échange a lieu désormais sur les marches de l'Independence Hall ou dans l'effervescence des rues de Philadelphie. Plus remarquable encore, Elizabeth Willing Powel elle-même est systématiquement dépersonnalisée, réduite à une figure anonyme, tantôt une « dame », tantôt une « citoyenne » à l'identité indéterminée. Des historiens et orateurs comme Hilmar Baukhage contribuent à cette déconstruction narrative, en proposant des versions dans lesquelles la fameuse question surgirait fortuitement d'une fenêtre, lors de la sortie des délégués. Les conventions républicaines nationales de 1940 et 1968 participent également à cette transformation en uniformisant le récit autour d'une figure féminine générique. Michael P. Riccards illustre parfaitement cette tendance dans son ouvrage de 1987, A Republic, If You Can Keep it, qui réduit l'échange à une rencontre fortuite entre Benjamin Franklin et une mystérieuse passante.
La trajectoire narrative autour d'Élizabeth Willing Powel illustre un phénomène troublant de dénaturation historique. Les récits successifs ont progressivement estompé sa contribution intellectuelle et la transforment en une interlocutrice opportuniste et une figure marginale anonyme. Dans sa biographie de Benjamin Franklin, Walter Isaacson opère une première réduction symbolique. Au lieu de reconnaître la sophistication politique d'Elizabeth Willing Powel, il la représente comme une « dame anxieuse » surgissant presque de manière intrusive, privant ainsi son intervention de sa substance originelle. L'usage systématique d'une narration passive, où Elizabeth Willing Powel « demande » plutôt qu’elle ne « questionne », contribue à un mécanisme subtil de désappropriation. L'historienne Zara Anishanslin analyse un processus où chaque reformulation édulcore non seulement le rôle individuel d'Elizabeth Willing Powel, mais participe également à un effacement structurel des femmes dans la généalogie politique américaine. Les publications ultérieures poursuivent cette dynamique d'invisibilisation. Le livre de Neil Gorsuch transforme radicalement la scène originelle en substituant à Elizabeth Willing Powel une mystérieuse « passante » dont l'anonymat neutralise toute singularité,. En septembre 2019, Nancy Pelosi, présidente de la Chambre des représentants, annonçant l'ouverture d'une enquête de destitution à l'encontre de Donald Trump, évoque la question « Qu’avons-nous obtenu ? Une république où une monarchie ? » posée par « les Américains rassemblés sur les marches de l'Independence Hall » en 1787. Anishanslin fait remarquer que Pelosi omet de mentionner Elizabeth Willing Powel et, selon elle, cela ne se limite pas à une simple négligence ; elle contribue à façonner une narration politique de l'ère fondatrice qui, en effaçant la présence féminine, contraint l'imaginaire des femmes contemporaines en tant que figures de proue dans le domaine politique.

## Powel House
Cinq jours avant son mariage avec Elizabeth Willing Powel, Samuel Powel acquiert une maison qu'il nomme Powel House, construite en 1765 pour Charles Stedman, qui n'y a pourtant jamais vécu. Demeure familiale des Powel, Powel House est située dans South Third Street, juste au sud de la maison d'enfance d'Elizabeth. À proximité, au nord de la Powel House, se trouve la résidence de sa sœur Mary.
En 1925, le Philadelphia Museum of Art lance une opération patrimoniale décisive en acquérant l'intégralité de la décoration intérieure de la Powel House et notamment ses boiseries remarquables. Le salon du second étage est alors méticuleusement démonté et reconstruit comme espace d'exposition muséal, préservant ainsi la mémoire architecturale du lieu. En 1931, le 244 South Third Street devient la propriété de la Philadelphia Society for the Preservation of Landmarks, une étape cruciale dans la conservation de ce patrimoine. En 1934, le Philadelphia Museum of Art restitue la majorité des éléments intérieurs acquis auprès de la Powel House. Parmi ces éléments figurent l'arc d'entrée, un mur avec cheminée provenant du salon arrière du premier étage, ainsi que des moulures provenant de l'ensemble de la maison. Des copies sont également réalisées des boiseries du salon avant du deuxième étage et de la salle de retrait adjacente. Grâce à ces éléments réintégrés, la Powel House est entièrement restaurée et meublée avec des pièces du XVIIIe siècle. Elle ouvre ses portes au public en tant que musée en 1938,. Le salon avant du deuxième étage est exposé au Philadelphia Museum of Art, tandis que la salle de retrait est conservée au Metropolitan Museum of Art à New York,.

## Lettres et documents
Elizabeth Willing Powel est une intellectuelle méthodique qui développe une pratique épistolaire minutieuse. Chacune de ses missives est rédigée avec un soin presque archivistique, systématiquement signée « Eliza Powel », un paraphe qui devient un acte de mémoire et d'affirmation personnelle. Elle laisse un important patrimoine documentaire, soit près de 500 lettres qui nous sont parvenues et qui témoignent des dynamiques sociales, politiques et intellectuelles de l'Amérique naissante. Les premières lettres d'Elizabeth qui ont été préservées datent de la fin des années 1760, tandis que les dernières datent des années 1820. Cette conservation systématique de sa correspondance s'explique en grande partie par son attention scrupuleuse à recopier ses écrits, comme le prouve la mention « copy » qu'elle a elle-même ajoutée sur plusieurs d'entre eux. Ces documents constituent bien plus qu'un simple corpus historique ; ils sont les témoins vivants d'une époque de transformation politique et culturelle. Fin 2016 ou début 2017, un événement archivistique majeur se produit. Un descendant de John Hare découvre, dans le compartiment secret d'une malle à double fond, un ensemble documentaire jusqu'alors totalement ignoré des historiens. Cette collection de 256 pages ouvre une fenêtre inédite sur l'univers domestique et économique d'Elizabeth Willing Powel. Composée principalement de registres comptables et d'inventaires autographes, elle offre un panorama minutieux de l'organisation quotidienne d'une femme d'influence à la fin du XVIIIe siècle. L'inventeur de ce fonds en prend toute la mesure car plutôt que de conserver ces documents, il les transmet à la Philadelphia Society for the Preservation of Landmarks.

## Portraits
Plusieurs portraits d'Elizabeth Willing Powel nous sont parvenus. Les représentations les plus anciennes remontent aux années 1750-1760. John Wollaston réalise un premier portrait entre 1755 et 1759, tandis qu'un artiste anonyme exécute une miniature vers 1760.
Le portrait peint par Matthew Pratt, intitulé Portrait of Mrs. Samuel Powel (née Elizabeth Willing) et réalisé lors du mariage d'Elizabeth en 1769, est une œuvre de plus grande importance. Conservé au Philadelphia Museum of Art,, il représente Elizabeth Willing Powel dans tout l'éclat de sa condition sociale.
Une œuvre particulière s'ajoute à cette iconographie : Joseph Wright, fauché par l'épidémie de fièvre jaune de Philadelphie de 1793, laisse un portrait inachevé d'Elizabeth. Ce tableau, donné anonymement vers 2020, est désormais conservé par la Mount Vernon Ladies' Association.
Le second portrait de Matthew Pratt consacré à Elizabeth Willing Powel s'inscrit dans un contexte historique et émotionnel singulier : il est réalisé peu après le décès de Samuel Powel lors de la terrible épidémie de fièvre jaune qui frappe Philadelphie. L'historien David Maxey consacre une étude approfondie à cette œuvre dans son essai de 2006, A Portrait of Elizabeth Willing Powel (1743–1830). Son analyse méticuleuse explore les dimensions complexes de ce portrait et aborde sa datation, sa signification symbolique et ses origines. Ses recherches aboutissent à une interprétation nuancée : le tableau représente Elizabeth dans une robe jaune hautement symbolique, l'incarnant non comme une veuve endeuillée de 50 ans, mais comme une mère endeuillée dans les années 1780. La paternité de l'œuvre donne lieu à une anecdote historique. Lors de son acquisition par la Pennsylvania Academy of the Fine Arts en 1912, le portrait est initialement attribué à John Singleton Copley, mais cette attribution est formellement réfutée par Charles Henry Hart en 1915,.
Elizabeth Willing Powel, figure artistiquement convoitée, reçoit de multiples sollicitations de portraitistes qu'elle filtre avec discernement. En 1809, Benjamin Trott réalise une miniature qu'Elizabeth apprécie pour son « bon goût », tout en la jugeant « trop flatteuse pour être parfaitement réaliste ». Thomas Sully s'en inspirera huit ans plus tard pour un portrait en buste,. Son dernier portrait, réalisé par Francis Alexander vers 1825 alors qu'elle est âgée de 81 ou 82 ans, est conservé au musée des Beaux-Arts de Boston.